# Escut d'Isona i Conca Dellà

Escut oficial d'Isona i Conca Dellà

L'escut oficial d'Isona i Conca Dellà té el següent blasonament:
Escut caironat: d'argent, dos canons de font de sable movent dels flancs de l'escut amb tres raigs d'atzur, cadascun caient sobre un toll d'aigua d'atzur carregat de vuit roses d'or posades quatre, tres i una formant triangle. Per timbre una corona mural de vila.

## Història
Va ser aprovat el 21 d'abril de 1983, substituint l'escut antic d'Isona, adoptat entre 1970 i 1983 com a escut de tot el nou terme municipal d'Isona i Conca Dellà. Els antics escuts de Benavent de Tremp, Conques, Figuerola d'Orcau, Orcau i Sant Romà d'Abella perderen vigència el 1970, amb la integració dels seus antic municipis en el d'Isona i Conca Dellà.
| Escut antic de Benavent de Tremp                        | Escut antic de Conques                        | Escut antic de Figuerola d'Orcau                        |
| Escut antic de Benavent de Tremp, en desús des del 1970 | Escut antic de Conques, en desús des del 1970 | Escut antic de Figuerola d'Orcau, en desús des del 1970 |

| Escut antic d'Isona                      | Escut municipal d'Orcau                    | Escut antic de Sant Romà d'Abella                        |
| Escut antic d'Isona, vigent fins al 1983 | Escut antic d'Orcau, en desús des del 1970 | Escut antic de Sant Romà d'Abella, en desús des del 1970 |

## Interpretació
Les dues fonts i l'aigua són els elements de l'escut tradicional de la vila d'Isona, cap del nou municipi creat el 1970 amb la unió dels antics municipis de Benavent de la Conca, Conques, Figuerola d'Orcau, Isona, Orcau i Sant Romà d'Abella. Les vuit roses d'or provenen de les armes dels Orcau, senyors de la baronia d'Orcau a la qual van pertànyer històricament diversos pobles del nou municipi (Benavent de la Conca, Conques, Figuerola d'Orcau, Bastús i Orcau).